# أوتربيرن بارك (كيبك)
أوتربيرن بارك، كيبك (بالإنجليزية: Otterburn Park) هي مدينة كندية تقع في مقاطعة كيبك. تبلغ مساحة هذه المدينة 5.3462 (كم²)، ويبلغ عدد سكانها 8464 نسمة حسب إحصاء سنة 2006 م، بينما كان يسكنها 7866 نسمة في سنة 2001 م. تحتل هذه المدينة المرتبة رقم 442 بين مدن كندا حسب عدد السكان والمرتبة رقم 106 في المقاطعة. النمو سكاني في هذه المدينة يقدر بـ(7.6).

## وصلات خارجية
- الأطلس الحكومي لكندا
- إحصاءات كندا مع ساعة تعداد السكان